# Spider-Man 2 (игра, 2023)
Marvel’s Spider-Man 2 (в официальной русской локализации — «MARVEL Человек-паук 2») — компьютерная игра в жанре приключенческого боевика, разработанная Insomniac Games в сотрудничестве с Marvel Games и издаваемая Sony Interactive Entertainment. Игра основана на американских комиксах об одноимённом персонаже издательства Marvel Comics, а также на других медиа с участием этого героя. Является третьей частью игровой серии Marvel’s Spider-Man и сиквелом к Spider-Man (2018) и Spider-Man: Miles Morales (2020). По сюжету двум протагонистам игры, Питеру Паркеру и Майлзу Моралесу, предстоит сразиться с суперзлодеями Крейвеном-охотником, Песочным человеком и Ящером, а также столкнуться с Веномом.
20 октября 2023 года состоялся релиз Marvel’s Spider-Man 2 на PlayStation 5. 30 января 2025 года был выпущен порт игры для Windows, разработанный компанией Nixxes Software.

## Геймплей
Marvel’s Spider-Man 2 — однопользовательская игра в жанре приключенческого боевика с видом от третьего лица. Как и в случае с первой частью и её спин-оффом Miles Morales, пользователи управляют двумя протагонистами — Питером Паркером и Майлзом Моралесом; оба персонажа передвигаются по открытому миру в городе Нью-Йорк и противостоят различным преступникам. Игроки могут приобретать дополнительные способности и костюмы Человека-паука. Также в игре предусмотрена возможность переключаться между протагонистами во время свободного перемещения по открытому миру, однако у каждого из Людей-пауков есть собственные сюжетные и побочные миссии, для выполнения которых потребуются их специальные способности.
В игру перекочевала боевая система из предыдущих частей; так, например, пользователи могут парировать физические атаки, поскольку в случае с некоторыми типами противников уклонение не работает. Новые костюмы Питера и Майлза оснащены паутинными крыльями, позволяющими им парить по городу; на скорость и расстояние полёта влияют расположенные по всему городу аэродинамические трубы. У каждого из Людей-пауков появились дополнительные гаджеты для веб-шутеров; с помощью одного из них протагонист опутывает паутиной находящиеся поблизости столбы, чтобы создать своего рода «рогатку», а затем отталкивается от земли и пролетает часть намеченного пути; другой же позволяет персонажу расставить паутинную ловушку для захвата сразу двух врагов, которых затем можно нокаутировать; ещё одним элементом стелса выступает так называемая «линия паутины»: игрок прикрепляет паутину к соседнему объекту и проходит по ней словно по канату вне поля зрения противников. По сюжету, у Паркера появляется симбиотический костюм, при ношении которого он приобретает новые паутинные атаки; в этой форме у него есть возможность создавать органические щупальца. В Marvel’s Spider-Man 2 каждый из Людей-пауков обладает собственным древом навыков, однако, вместе с тем существует третье древо с их общими способностями; дополнительные навыки открываются с помощью очков опыта, поступающих после выполнения миссий.

## Синопсис

### Персонажи и сеттинг
Как и в случае с первой игрой, её DLC и спин-оффом Miles Morales, в Spider-Man 2 присутствует большое количество персонажей из различных комиксов о Человеке-пауке и сопутствующих медиа. Юрий Ловенталь и Наджи Джетер вновь озвучили Питера Паркера / Человека-паука и Майлза Моралеса / Человека-паука из игр Spider-Man (2018) и Spider-Man: Miles Morales (2020), а Гриффин Пуату — Ганке Ли из Miles Morales. Тони Тодд подарил голос Веному, инопланетному симбиоту, который использует других людей в качестве носителей. Джим Пирри воплотил образ Сергея Кравиноффа / Крейвена-охотника с помощью технологии захвата движений, а также озвучил персонажа; по сюжету, Крейвен возглавляет группу наёмников под названием «Охотники». Одним из антагонистов станет доктор Курт Коннорс / Ящер; ранее персонаж фигурировал в сцене после титров Miles Morales. Также в игре появятся: Гарри Озборн, Фелиция Харди / Чёрная кошка, Квентин Бек / Мистерио, Юри Ватанабэ / Призрак, Лонни Линкольн / Могильщик, Энтони «Тони» Мастерс / Таскмастер и Аарон Дэвис / Бродяга.
Разработчики Spider-Man 2 расширили открытый мир из предыдущих частей; теперь в игре доступны боро Куинс и Бруклин, как в сюжетном режиме, так и во время свободного исследования города.

### Сюжет
Действия игры происходят примерно спустя десять месяцев после событий спин-оффа Spider-Man: Miles Morales. Питер Паркер начинает свой первый день в качестве учителя в Бруклинской академии «Вижнс», где обучается Майлз Моралес, но занятие прерывается нападением разъярённого Флинта Марко, что требует вмешательства обоих Пауков. Питера увольняют за то, что он оставил учеников без присмотра, и он возвращается в дом своей тёти Мэй в Куинсе, куда он переехал после её смерти. И Питер, и Мэри Джейн удивлены, увидев Гарри Озборна, который чудесным образом оправился от своей неизлечимой болезни. Гарри предлагает нанять Питера для работы в его новом стартапе, Фонде Эмили-Мэй, чтобы они могли «исцелить мир». Тем временем Майлз пытается написать эссе для поступления в колледж и узнаёт, что его мать Рио в отношениях.
Когда Питер и Майлз отправляются наблюдать за перемещением некоторых обитателей тюрьмы «Рафт», они становятся свидетелями нападения Крейвена-охотника и его сил, которые захватывают Скорпиона и Мартина Ли. Майлз Моралес, столкнувшись лицом к лицу с убийцей его отца, под влиянием ненависти получает новый вид биосилы, имеющий схожую природу с негативной энергией Ли, и едва не позволяет Мистеру Негативу умереть. Исследуя убежище Крейвена, Питер обнаруживает, что тот захватывает сверхсильных особей, поскольку смертельно болен и желает найти себе равного соперника, чтобы умереть в бою, не дав судьбе решать итог его жизни. Уже убив Скорпиона, Крейвен пытается следующей захватить Фелицию Харди, но оба Паука защищают её и помогают сбежать в Париж. На отдыхе в парке Кони-Айленд Питер, Мэри Джейн и Гарри становятся свидетелями нападения охотников Крейвена на парк, которые преследовали следующую цель — Томбстоуна. В критический момент, Гарри с помощью чёрного органического экзоскелета помогает Питеру спасти мирных жителей, и узнаёт о двойной жизни Питера. Гарри объясняет, что лечение он проходил с помощью данной чёрной субстанции, которая увеличивает физические показатели его тела.
Способности Гарри начали быстро развиваться, и он решает помочь Питеру спасти Томбстоуна, в то время как Мэри Джейн обнаруживает, что Курт Коннорс тоже был похищен Крейвеном. Питер и Гарри пытаются спасти Коннорса, но уже слишком поздно — Крейвен ввёл доктору сыворотку, которая запустила процесс превращения его в Ящера. Коннорс убегает, в то время как Крейвен смертельно ранит Питера. Гарри, оплакивающий своего друга, непроизвольно передаёт Питеру свой экзоскелет, который возвращает его к жизни. После того, как Питер сталкивается с Крейвеном в новом чёрном костюме, который увеличивает его силы, у последнего появляется интерес лично поохотиться на него.
После того, как Питер и Гарри синтезируют противоядие для Ящера, первый выслеживает Коннорса с помощью Майлза. Под влиянием костюма, характер Питера начал меняться — он предпочёл преследовать Ящера в одиночку, счёл Майлза обузой, стал агрессивен, упрям и излишне жесток. В конце концов Питер побеждает и излечивает Коннорса. Увидев Питера в экзоскелете, Коннорс показывает ему кусок метеорита, в присутствии которого чёрная субстанция испытывает бурную реакцию — сцепившись с камнем, костюм принял более грубую форму. Коннорс объяснил, что на самом деле это разумный инопланетный организм-симбиот, прибывший на землю на этом метеорите, и предлагает уничтожить его, но Питер, под влиянием симбиота, отказывается. Питер, уставший от погони за Ящером, уходит спать домой, где его ждала Мэри Джейн. На дом нападают охотники, и пока Питер находился в состоянии сна, костюм взял над ним верх. Полностью одичавший, симбиот начал атаковать всех охотников на улице и скрылся в другом квартале. На помощь к Мэри Джейн подоспел Майлз, но в результате хитрого плана охотников он попадает в плен к Крейвену. Находящегося в плену Майлза вынуждают сражаться с Ли насмерть. Преодолевая свой гнев на Ли за убийство отца, Майлз помогает ему сбежать и направляет на поиски Питера. Питер, выспавшись, ничего не вспомнил о прошлой ночи и по просьбе Рио начал поиски Майлза. Симбиот снова берёт вверх над Питером и призывает убить Крейвена за то, что он якобы рушит Питеру жизнь. Узнав от Ли о местонахождении Майлза, абсолютно одичавший Питер прибывает, чтобы спасти его, и чуть не убивает Крейвена, прежде чем вмешивается Майлз. Между ними завязывается драка, и под влиянием громкого звука, Майлз убеждает Питера избавиться от симбиота.
Питер забирает симбиота в Oscorp, чтобы уничтожить его, но отчаявшийся Гарри, чья болезнь вернулась, перехватывает его и снова завладевает симбиотом, который превращает его в Венома. Веном убегает и сражается с Крейвеном, которого он одолевает и убивает. Затем, находясь под влиянием симбиота, Гарри решает «исцелить мир», заразив его симбиотами, начиная с Нью-Йорка. Доктор Коннорс, интересовавшийся самочувствием Питера после избавления от костюма, сообщает, что, вероятнее всего, в Питере ещё осталась часть данной субстанции из-за долгого нахождения в костюме, но в общем случае это не приведёт к плохим последствиям. В критический момент, когда Питер и Майлз пытались остановить группу симбиотов, на помощь пришёл Мартин Ли. Из-за нахождения внутри частиц этой субстанции, Питера пытается поглотить симбиот. Мартин Ли вместе с Майлзом проникают в самые тёмные участки сознания Питера, чтобы излечить его от заразы. По прошествии пути, Майлз узнаёт о мотивах Ли, а Ли признаётся, что опечален смертью тёти Мэй, которой, со слов Мартина, никогда не желал зла. Майлз признаётся, что никогда не простит Ли за убийство отца, но больше не испытывает той злости к нему, что раньше, что раскрывает полный потенциал новой биосилы Майлза. Мартин Ли отдал всю свою силу, чтобы излечить Питера. Симбиот был усмирён, и Питер получил костюм Анти-Веном, который также увеличивал физические силы носителя, но не брал над хозяином верх. Мартин Ли прощается с Пауками и уходит. Тем временем Веном восстанавливает метеорит, который первоначально доставил симбиота на Землю, что позволяет ему ускорить своё вторжение. Доктор Коннорс сообщает Питеру, что Гарри вряд ли удастся спасти, потому что симбиот и носитель в терминальной стадии слияния. Остаётся только убить Венома (что должно убить Гарри), в это время Норман Озборн просит Человека-паука спасти его сына. Питер и Майлз отвлекают Венома, в то время как Мэри Джейн крадёт метеорит и уничтожает его с помощью ускорителя частиц, который также уничтожает всех симбиотов, включая Венома.
Гарри, освобождённый от симбиота, умирает. Майлз с помощью биосилы возвращает его к жизни. Гарри на мгновение приходит в себя, но вновь лишается чувств и оказывается в коматозном состоянии, в чём Норман Озборн счёл виновным Людей-пауков. Находясь в отчаянии, Норман Озборн приказывает применить некую «G-сыворотку». Мэри Джейн увольняется с работы в The Daily Bugle, чтобы вести собственный подкаст, и переезжает к Питеру, который решает отдохнуть от роли Человека-паука, чтобы сосредоточиться на восстановлении Фонда Эмили-Мэй, доверяя Майлзу защищать город в качестве единственного Человека-паука. Озборн навещает заключённого в тюрьме «Рафт» Отто Октавиуса, чтобы потребовать раскрыть ему тайну личностей Людей-пауков, которых он обвиняет в нынешнем состоянии Гарри; Октавиус отказывается раскрывать это, радуясь страданиям Озборна, когда тот пишет свою «последнюю главу». Тем временем Майлз знакомится с новым бойфрендом Рио, Альбертом Муном, который знакомит их со своей дочерью Синди.

## Разработка
Во время рекламной кампании недавно вышедшей Marvel’s Spider-Man (2018) в сентябре 2018 года креативный директор Брайан Интихар рассказал в подкасте Kinda Funny Games, почему в игре отсутствует симбиотический костюм: «Мне кажется, было бы несправедливо делать из него обычный открываемый костюм. С ним связана одна из лучших историй о Человеке-пауке. И я считаю, что эта непростая история нуждается в пересказе от Insomniac». Как в первой части, так и в её спин-оффе Spider-Man: Miles Morales (2020) были различные намёки на появление Венома в следующей игре, а также намёки на расширение роли Нормана Озборна и его сына Гарри. Во время презентации Miles Morales для PlayStation 5 в июне 2020 года, сотрудники Insomniac отметили, что после создания игры про Майлза им предстоит «рассказать много новых историй про Питера» в будущих играх.
9 сентября 2021 года Insomniac Games анонсировала разработку сиквела Marvel’s Spider-Man 2 и спин-оффа Marvel’s Wolverine на онлайн-мероприятии «PlayStation Showcase 2021». К работе над игрой вернутся креативные директоры первой части Брайан Интихар и Райан Смит, а Юрий Ловенталь, Наджи Джетер и Тони Тодд озвучат Питера Паркера, Майлза Моралеса и Венома. Ловенталь приступил к озвучиванию и захвату движений в марте 2021 года.
В подкасте This Week in Marvel вице-президент Marvel Games Билл Роземанн описал игру как «новую большую главу» с «немного более мрачным» повествованием. По словам Роземанна, по духу игра напоминает картину «Империя наносит ответный удар» (1980), тогда как Marvel’s Spider-Man больше походила на оригинальные «Звёздные войны» (1977). В январе 2022 года Бриттни Моррис, ранее написавшая роман Wings of Fury по мотивам Miles Morales, пополнила состав сценаристов игры. В следующем месяце Insomniac наняла художника-фрилансера Дэвисона Карвалью в качестве арт-директора игры. Карвалью работал концептуальным художником в фильмах «Кинематографической вселенной Marvel» (КВM) «Первый мститель: Противостояние» (2016), «Доктор Стрэндж» (2016), «Тор: Рагнарёк» (2017) и «Капитан Марвел» (2019). В ноябре 2022 года Скотт Портер, который озвучивал Гарри Озборна в побочных миссиях с научными станциями из первой части, сообщил, что в сиквеле его заменит другой актёр; это произошло из-за расширения роли персонажа в сюжете, несоответствия возраста Портера и Озборна, а также желания разработчиков сделать модель лица Гарри более «реалистичной». В следующем месяце Джейми Мейер указала на своём личном сайте, что является соавтором сюжета игры, а Sony обнародовала дату релиза через блог PlayStation.
В мае 2023 года Юрий Ловенталь поделился подробностями об образе Питера Паркера под влиянием симбиота Венома; при подготовке к этой роли он изучал поведение «зависимых людей» так как хотел, чтобы обе версии персонажа звучали по-разному. Также он сравнил Человека-паука в чёрном костюме с другим антигероем — Саскэ Утихой из аниме «Наруто», которого ему также довелось озвучивать в прошлом. По словам Ловенталя, эти персонажи отличались от «отважных молодых героев», за которых ему обычно приходилось говорить. В отличие от большинства медиа с участием этого персонажа, в Spider-Man 2 Эдди Брок не будет носителем Венома. Интихар объяснил это решение желанием рассказать свежую историю, которая отличалась как от комиксов, так и от различных фильмов с участием Венома, но при этом отдавала бы дань уважения первоисточнику. Хотя Интихар заверил, что создатели игры не хотели кардинально менять образ Венома, чтобы не оттолкнуть его фанатов, но в то же время опирались на творческую свободу; продюсер привёл в качестве примера «Улучшенный костюм» Питера Паркера из первой игры, который, несмотря на сохранение элементов классического красно-синего костюма из комиксов отличался наличием большой эмблемы белого паука, что выделяло версию от Insomniac на фоне других адаптаций. 20 июля 2023 года вышел сюжетно-геймплейный трейлер где зрителям более детально продемонстрировали будущих злодеев, а также кадры того, что будет происходить в игре. В тот же день была анонсирована лимитированная версия консоли PlayStation 5 в дизайне будущей игры.
20 сентября 2023 года Insomniac в своём X-аккаунте объявила об уходе на золото и завершении разработки игры.

## Маркетинг
В мае 2023 года, во время мероприятия PlayStation Showcase, Sony Interactive Entertainment впервые продемонстрировала геймплей игры на примере одной из сюжетных миссий, в которой Питер Паркер в костюме симбиота и Майлз Моралес срывают операцию «Охотников» Крейвена по захвату превратившегося в Ящера доктора Курта Коннорса неподалёку от доков Нью-Йорка. В рамках маркетинговой кампании игры в анимационном фильме «Человек-паук: Паутина вселенных» (2023) был показан отдельный фрагмент геймплея: в одном из эпизодов сосед Майлза Моралеса по общежитию Ганке Ли играет в Spider-Man 2 на PlayStation 5; на экране телевизора видно, как Питер Паркер / Человек-паук атакует обычного бандита своими роботизированными паучьими придатками, являющимися частью его нового усовершенствованного костюма. Во время Summer Game Fest 2023 разработчики представили концепт-арт, иллюстрирующий сражение Людей-пауков с Крейвеном-охотником и Веномом; мероприятие посетил креативный директор Брайан Интихар, который поделился подробностями сюжета игры, раскрыл дату её выхода и показал бокс-арт.

### Сопутствующие СМИ и товары
В мае 2023 года во время Дня бесплатных комиксов продавался комикс-приквел к игре, написанный сценаристом Marvel’s Spider-Man Кристосом Гейджем и проиллюстрированный художником Игом Гуарой. По сюжету, после событий Miles Morales Питер Паркер, Майлз Моралес и Мэри Джейн Уотсон пытаются жить как обычные люди, однако ответственность перед городом не позволяет им сделать это. Главным злодеем истории является Капюшон.

## Релиз
Релиз Marvel’s Spider-Man 2 на PlayStation 5 состоялся 20 октября 2023 года. Игра была выпущена в трёх изданиях — стандартное, цифровое расширенное и коллекционное. Цифровое расширенное издание включает: 10 дополнительных костюмов — по 5 на каждого из Людей-пауков — созданных приглашёнными художниками из комиксов, фильмов и PlayStation Studios, дополнительные элементы фоторежима, такие как рамки и наклейки, а также два дополнительных очка навыков. Коллекционное издание можно приобрести как в магазинах, так и в интернете через PlayStation Direct. Оно содержит: ваучер на цифровое расширенное издание, стилбук и 19-дюймовую фигурку, в которой запечатлено противостояние Венома с Людьми-Пауками. Вне зависимости от издания, все предварительные заказы обеспечивают досрочное разблокирование костюмов Арахнайта и Теневого паука с тремя дополнительными расцветками, гаджет «Web Grabber» и три очка навыков.
10 мая 2023 года издание «Чемпионат» сообщило, что в Marvel’s Spider-Man 2, как и во всех последующих играх Sony, будет русская локализация.

## Восприятие

### Критика
| Сводный рейтинг       | Сводный рейтинг |
| Агрегатор             | Оценка          |
| --------------------- | --------------- |
| Metacritic            | 90/100          |
| OpenCritic            | 91/100          |
| Иноязычные издания    |                 |
| Издание               | Оценка          |
| Destructoid           | 9/10            |
| Digital Trends        | [ 43 ]          |
| Edge                  | 8/10            |
| Eurogamer             | [ 45 ]          |
| Game Informer         | 9,5/10          |
| GameSpot              | 8/10            |
| GamesRadar+           | [ 48 ]          |
| GameStar              | 90/100          |
| Hardcore Gamer        | 4,5/5           |
| IGN                   | 8/10            |
| Jeuxvideo.com         | 17/20           |
| NME                   | [ 53 ]          |
| Push Square           | [ 54 ]          |
| Shacknews             | 10/10           |
| The Guardian          | [ 56 ]          |
| VG247                 | [ 57 ]          |
| VideoGamer            | 10/10           |
| Русскоязычные издания |                 |
| Издание               | Оценка          |
| StopGame.ru           | «Похвально»     |

Игра Marvel’s Spider-Man 2 получила всеобщее признание критиков, согласно агрегатору рецензий Metacritic.

### Награды
| Год  | Награда                | Категория                 | Получатель(и)         | Результат | Источник |
| ---- | ---------------------- | ------------------------- | --------------------- | --------- | -------- |
| 2023 | Golden Joystick Awards | Лучшая игра года          | Marvel’s Spider-Man 2 | Номинация | [ 60 ]   |
| 2023 | Golden Joystick Awards | Лучшая главная роль       | Наджи Джетер          | Номинация | [ 60 ]   |
| 2023 | Golden Joystick Awards | Лучшая главная роль       | Юрий Ловенталь        | Номинация | [ 60 ]   |
| 2023 | Golden Joystick Awards | Лучшая роль второго плана | Лора Бэйли            | Номинация | [ 60 ]   |

## Будущее
В сентябре 2023 года, незадолго до выхода Spider-Man 2, нарративный директор Бен Арфманн поделился своим видением будущих играх серии. В октябре 2023 года старший нарративный директор Джон Пакетт и Insomniac обсудили возможность создания спин-оффа про Венома. В том же месяце старший креативный директор Брайан Интихар заявил, что потенциальная третья часть будет «довольно эпичной», сравнив сюжет игр Spider-Man и Spider-Man: Miles Morales с фильмами КВM «Железный человек» (2008) и «Первый мститель: Противостояние» (2016). На вопрос журналистов о пропавших из игры пасхальных яйцах на Сорвиголову, в частности офиса Мэтта Мёрдока и Фогги Нельсона, Интихар посоветовал «следить за обновлениями».

### Комментарии
1. ↑  В сотрудничестве с Marvel Games